# Aeroportul Albury
Aeroportul Albury (IATA: ABX, ICAO: YMAY) este un aeroport din Albury⁠(d), Noul Wales de Sud, Australia ce deservește zona Albury⁠(d). Aeroportul a fost tranzitat în 2022 de 207.953 de pasageri. A fost numit după zona deservită.
Situat la o altitudine de 164 m, aeroportul dispune de o singură pistă. Este operat de City of Albury⁠(d).